# Lawinelint

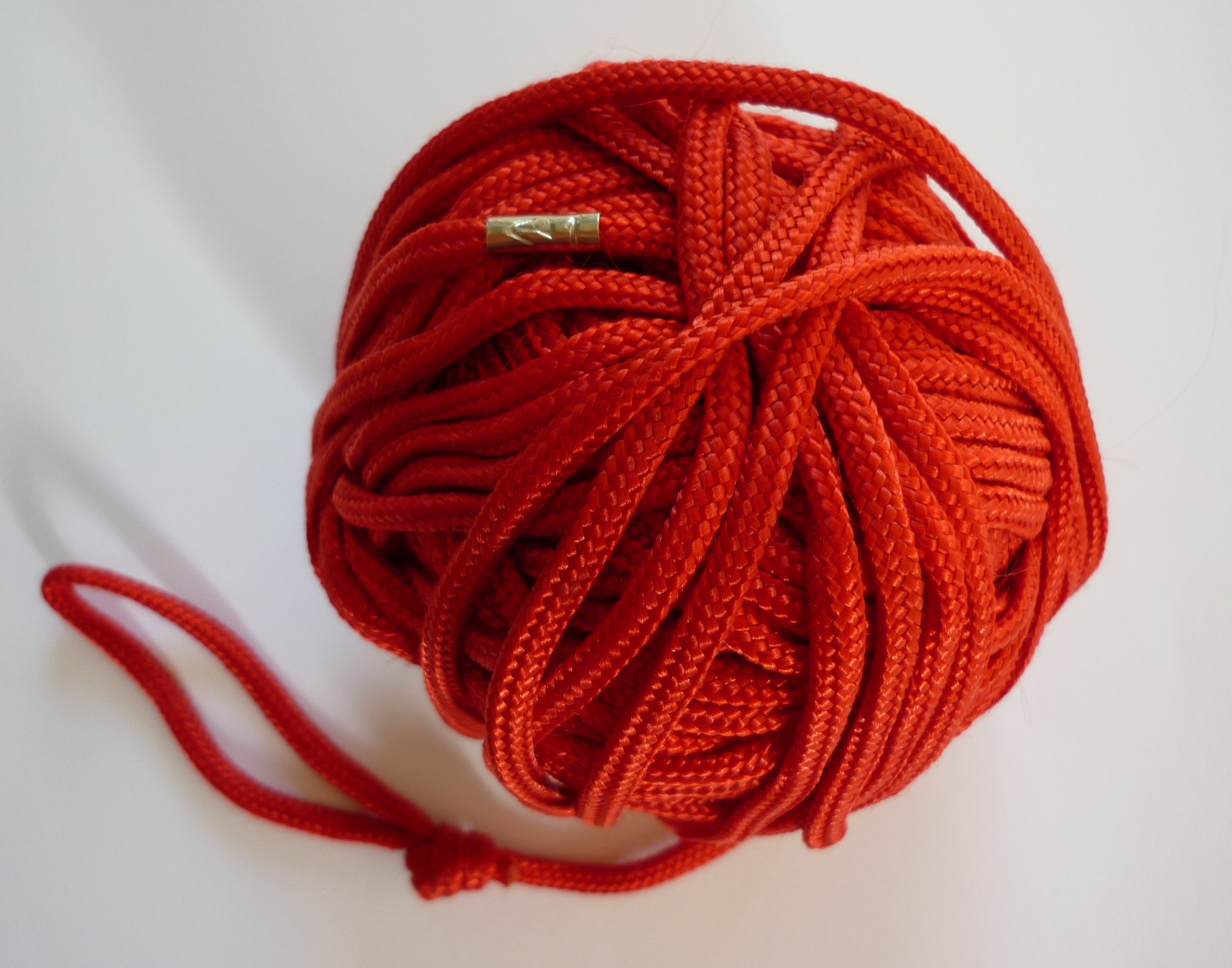
Lawinelint

Een lawinelint is een lang nylon lint, dat door wintersporters buiten de gezekerde pistes werd gebruikt om bij bedelving door een lawine snel teruggevonden te worden. 

## Werking
Een 8 meter lang nylon lint wordt lawine gevaarlijke afdalingen achter de wintersporter aan gesleept. Indien de wintersporter door de lawine bedolven wordt blijft er waarschijnlijk een deel van het lint boven het oppervlak van de lawine achter. Hierdoor wordt de zoektocht aanzienlijk verkort. 
Tegenwoordig wordt deze methode niet vaak meer toegepast omdat er inmiddels betere methoden zijn die zowel doeltreffender zijn als ook praktischer in het gebruik. Momenteel bestaat de basis lawine-uitrusting  uit lawinepiep, sneeuwschep en sneeuwsonde. 
Een variant van deze methode wordt wel vaak gebruikt om verloren ski's terug te vinden waarbij linten aan de ski's bevestigd worden en in de skischoen gedragen wordt.